# Shallow Water
Shallow Water es un lugar designado por el censo ubicado en el condado de Scott en el estado estadounidense de Kansas. En el censo de 2020 tenía una población de 89 habitantes y una densidad poblacional de 69,53 habitantes por km². Fue incluido como CDP en el censo de 2020. 

## Geografía
Shallow Water se encuentra ubicado en las coordenadas 38°22′25″N 100°54′47″O / 38.37361, -100.91306. Según la Oficina del Censo de los Estados Unidos,  tiene una superficie total de 1,28 km², todos correspondientes a tierra firme.